# Coccomyces globososimilis
Coccomyces globososimilis är en svampart som beskrevs av P.R. Johnst. 2000. Coccomyces globososimilis ingår i släktet Coccomyces och familjen Rhytismataceae.   Inga underarter finns listade i Catalogue of Life.